# Ę̈́
Ę̈́ (minuscule : ę̈́), appelé E tréma accent aigu ogonek, est une lettre latine utilisée dans l’écriture du han.
Il s’agit de la lettre E diacritée d’un tréma, d’un accent aigu et d’un ogonek.

## Utilisation
En chipewyan, ‹ ę̈́ › est utilisé pour la voyelle ‹ ë ›, [e], nasalisé et avec le ton haut.

## Représentations informatiques
Le E tréma accent aigu ogonek peut être représenté avec les caractères Unicode suivants : 
- composé et normalisé NFC (latin étendu A, diacritiques) :

| formes    | représentations | chaînes de caractères | points de code       | descriptions                                                               |
| --------- | --------------- | --------------------- | -------------------- | -------------------------------------------------------------------------- |
| capitale  | Ę̈́               | Ę◌̈◌́                   | U+0118 U+0308 U+0301 | lettre majuscule latine e ogonek diacritique tréma diacritique accent aigu |
| minuscule | ę̈́               | ę◌̈◌́                   | U+0119 U+0308 U+0301 | lettre minuscule latine e ogonek diacritique tréma diacritique accent aigu |

- décomposé et normalisé NFD (latin de base, diacritiques) :

| formes    | représentations | chaînes de caractères | points de code              | descriptions                                                                           |
| --------- | --------------- | --------------------- | --------------------------- | -------------------------------------------------------------------------------------- |
| capitale  | Ę̈́               | E◌̨◌̈◌́                  | U+0045 U+0328 U+0308 U+0301 | lettre majuscule latine e diacritique ogonek diacritique tréma diacritique accent aigu |
| minuscule | ę̈́               | e◌̨◌̈◌́                  | U+0065 U+0328 U+0308 U+0301 | lettre minuscule latine e diacritique ogonek diacritique tréma diacritique accent aigu |